# Familia Lleras
La Familia Lleras o los Lleras son una destacada familia colombiana de origen catalán. Considerada una dinastía política cuya influencia se ha extendido desde el siglo XIX hasta la actualidad.
Sus orígenes se remontan al militar español José Manuel Lleras y Alá, quien arribó a Santafé de Bogotá en 1811 durante el primer gobierno republicano junto con su esposa, Manuela de Jesús Gonzales Casis, estableciéndose como parte de la naciente élite comercial en el Virreinato de la Nueva Granada.
A lo largo del siglo XX y hasta el presente, la familia Lleras ha servido y mantenido una posición destacada en la estructura del poder político colombiano, desempeñando un rol determinante en momentos clave de la historia institucional del país.
Los Lleras consolidaron su poder político mediante la formación de alianzas estratégicas, la inserción en redes tecnocráticas y la permanente visibilidad en medios públicos y tradicionales de Colombia, think‑tanks y organismos multilaterales. Como otros linajes presidenciales destacados en Colombia, junto a los Ospina y los López, hoy es conocida como una de las casas políticas más tradicionales de Colombia. Hoy conocida por el político Germán Vargas Lleras, 10.º vicepresidente de la República de Colombia, ministro y jefe político.

## Genealogía
- José Manuel Lleras y Alá (1788-1843): Fue un militar español. Casado con Manuela de Jesús González Casis se radicó en Santafé en 1811.
- Familia Lleras González: La pareja tuvo tres hijos: Lorenzo María, José Simón y Eustoquia Lleras Gonzáles.
- Lorenzo María Lleras (1811-1868). Fue un periodista neogranadino. Ocupó el cargo de Rector de la Universidad del Rosario. Estuvo casado con Liboria Triana Silva y luego con la hermana de Liboria y cuñada suya, Clotilde Triana Silva.
- Familia Lleras Triana: De sus dos matrimonios se desprenden: Ricardo, Susana, Martín, Luis María, José Manuel, Matilde, Helena, Gustavo, Enrique, Elisa, Guillermo, José Vicente, Liboria, Lorenzo, Roberto Vicente, Santiago, Felipe, Federico, Nicolás, Luis y Helena Lleras Triana.

#### Rama Lleras Camargo
- Felipe Lleras Triana
- Felipe Lleras Camargo (1900-1987)
- Alberto Lleras Camargo (1904-1990): Fue un político y diplomático colombiano, presidente de Colombia entre 1945 y 1946; y entre 1958 y 1962, durante el sistema del Frente Nacional. Era hijo de Felipe Lleras Triana. Se casó con la chilena Bertha Puga, hija del presidente chileno Arturo Puga Osorio.
- Familia Lleras Camargo: El matrimonio tuvo a Consuelo, Alberto, Ximena y Marcela Lleras Puga.
- Alberto Lleras Puga (n. 1936): Es un músico colombiano.
- Consuelo Lleras Puga (1933-1993): Fue una política y humanista colombiana. Se casó con Guillermo Zuleta Torres, hijo del diplomático español Eduardo Zuleta Ángel. También estuvo casada con Ricardo Samper.
- Familia Zuleta Lleras: El matrimonio tuvo a los hijos Guillermo, Emilia, Ignacio, Juanita, Diego, Felipe y Camila.
- Felipe Zuleta Lleras (n. 1960): Es un periodista y activista colombiano.

#### Rama Lleras Restrepo
- Federico Lleras Acosta (1877-1938): Fue un científico colombiano, creador de la vacuna contra la lepra. Era hijo de Federico Lleras Triana. Se casó con Amalia Restrepo (de la familia Restrepo).
- Familia Lleras Restrepo: Elena, Amalia, Inés, Federico, Ana, María Antonia, Enrique, Elvira, Carlos, Isabel (casada con Luis Ospina Vásquez, hijo de Pedro Nel Ospina Vásquez) y Roberto Lleras Restrepo.
- Carlos Lleras Restrepo (1908-1994): Fue un político y empresario colombiano, presidente de Colombia entre 1966 y 1970, siendo el tercero del sistema del Frente Nacional. Era hijo de Federico Lleras Acosta. Se casó con la española Cecilia de la Fuente Cotés
- Familia Lleras de la Fuente: El matrimonio tuvo a los hijos Clemencia, Carlos, María Inés y Fernando Lleras de la Fuente.
- Carlos Lleras de la Fuente (n.1942): Es un político y diplomático colombiano.
- Germán Vargas Lleras (n. 1962). Es un político colombiano. Es hijo de Clemencia Lleras de la Fuente y del banquero y empresario colombiano Germán Vargas Espinosa.

- Clemencia Vargas Umaña (?): Es una bailarina estadounidense. Es hija de Germán Vargas Lleras

### Presidentes de Colombia
| Imagen              | Información                                                           | Inicio              | Final               |
| ------------------- | --------------------------------------------------------------------- | ------------------- | ------------------- |
|                     | Pedro Nel Ospina Vásquez (1858-1927) Suegro de Isabel Lleras Restrepo | 7 de agosto de 1922 | 7 de agosto de 1926 |
|                     | Alberto Lleras Camargo (1906-1990)                                    | 7 de agosto de 1945 | 7 de agosto de 1946 |
| 7 de agosto de 1958 | Alberto Lleras Camargo (1906-1990)                                    | 7 de agosto de 1962 |                     |
|                     | Carlos Lleras Restrepo (1908-1994)                                    | 7 de agosto de 1966 | 7 de agosto de 1970 |
|                     | Vicepresidente Germán Vargas Lleras (n. 1962)                         | 7 de agosto de 2014 | 21 de marzo de 2017 |